# Lisa Coleman
Pour les articles homonymes, voir Coleman.
Lisa Coleman, née le 17 août 1960 à Los Angeles, est une musicienne et compositrice américaine. Elle joue du piano et du clavier.
Elle est connue pour avoir travaillé avec Prince et son groupe The Revolution, ainsi que pour sa collaboration avec Wendy Melvoin et leur duo Wendy and Lisa.
En avril 2009, Coleman a donné une interview au magazine Out, dans laquelle elle a ouvertement évoqué son homosexualité et sa relation passée avec Wendy Melvoin.